# نیک هارمر
نیک هارمر (انگلیسی: Nick Harmer؛ زادهٔ ۲۳ ژانویهٔ ۱۹۷۵) موسیقی‌دان اهل ایالات متحده آمریکا است. وی از سال ۱۹۹۸ میلادی تاکنون مشغول فعالیت بوده‌است.